# Narodowy Związek Robotniczy
Narodowy Związek Robotniczy (NZR) – partia robotnicza o charakterze narodowo-chrześcijańskim działająca w latach 1905–1920.

## Historia
Prekursorami NZR były sekcje robotnicze Towarzystwa Oświaty Narodowej, działającej głównie w Łodzi, Zagłębiu Dąbrowskim i Warszawie, oraz powołany w 1901 z inicjatywy Komisji Robotniczej warszawskiego „Zetu" Związek im. Jana Kilińskiego. Struktury te powstały z inicjatywy i pod kierownictwem Ligi Narodowej.
W czerwcu 1905 odbył się I Zjazd Narodowego Związku Robotniczego. W skład Zarządu wybrano Czesława Sobolewskiego (przewodniczący), Gustawa Simona, oraz robotników Maksymiliana Gromadzkiego (fabryka Lilpop, Rau i Loewenstein), Edmunda Bernatowicza (Fabryka Wyrobów Platerowanych Frageta) i Jana Szczeblewskiego (Związek im. Kilińskiego). W 1906 NZR liczył 15 961 członków. Związek inspirował działanie Polskich Związków Zawodowych. Organizacja posiadała bojówkę pod nazwą Związek Bojowy NZR.
Na VI Zjeździe NZR w Warszawie we wrześniu 1908 doszło do zerwania z Narodową Demokracją, przeciwstawiając się orientacji na Rosję i lojalistycznej polityce Koła Polskiego w Dumie, w skład którego wchodzili członkowie legalnego Stronnictwa Narodowo-Demokratycznego. W skład nowego Zarządu Głównego weszli wówczas: Adam Chądzyński (przewodniczący), Witold Wolski, Stanisław Arczyński, Władysław Malangiewicz, Wincenty Michalak, Jan Stanisław Jankowski, Marian Rapacki, Adam Radlicki i Antoni Kaczorowski.
NZR w latach 1908–1917 stanowił część nurtu narodowego lewicy niepodległościowej. W 1912 wszedł w skład Komisji Tymczasowej Skonfederowanych Stronnictw Niepodległościowych. W sierpniu 1914 organizacja weszła w skład Zjednoczenia Organizacji Niepodległościowych a następnie Konfederacji Narodowej Polskiej. Po zajęciu całości Królestwa Polskiego przez wojska państw centralnych stanowił część składową najpierw Komitetu Naczelnego Zjednoczonych Stronnictw Niepodległościowych, a następnie Centralnego Komitetu Narodowego. W lutym 1917 Związek wystąpił z CKN. Od tej pory lawirował pomiędzy lewicą niepodległościową a stanowiskiem aktywistów. Podczas wojny NZR miał znaczne wpływy wśród robotników Królestwa. Zaczął je tracić w końcowym okresie wojny, zachował jednak silną pozycję w okręgu łódzkim. Przywódcami Narodowego Związku Robotniczego w tym okresie byli: Edmund Bernatowicz, Adam Chądzyński, Jan Stanisław Jankowski, Antoni Kaczorowski, Władysław Malangiewicz, Adam Radlicki, Ludwik Waszkiewicz.
Organy prasowymi NZR były pisma: „Kiliński”, „Pochodnia”, „Sprawa Robotnicza”, „Wiadomości Robotnicze” i „Niepodległość”.
W wyborach w 1919 wystawił samodzielną listę. W 1920 wraz z Narodowym Stronnictwem Robotników utworzył Narodową Partię Robotniczą. 